# Aefgen Listincx
Aefgen Listincx, även känd som Aeff Pietersdochter, född i Brugge, död 20 augusti 1538, var en nederländsk baptist och profet. Hon var gift med Gerrit Listincx. 
Aefgen Listincx var en förmögen borgare. Hon dömdes 1525, 1527 och 1530 för överträdelser mot religionslagarna. 1533 dömdes hon i sin frånvaro, och 1535 upptäcktes förbjudna böcker bland hennes ägodelar. Hennes son Arys Gerytsz arresterades 1535 för kätteri i Limmen och uppgav att modern befann sig i det anabaptistiska Münster. I Münster ska Aefgen Listincx ha fungerat som en profet. Hon tillfångatogs vid stadens fall men släpptes 1536 på grund av sin rikedom. 1538 var hon efterlyst för kätteri. Hon arresterades och dömdes till döden och avrättades genom bränning på bål. 
Hon var möjligen syster till, eller kanske samma person, som Alejid Leystingh. 